# CR175 (Luxemburg)
De CR175 (Chemin Repris 175) is een verkeersroute in het zuidwesten van Luxemburg tussen Pétange (N5) en Sanem (CR110). De route heeft een lengte van ongeveer 6,5 kilometer.

## Routeverloop
De CR175 begint in het centrum van Pétange aan de N5 en gaat als een eenrichtingsverkeersweg naar het treinstation van Pétange toe. Hierna is de weg weer in beide richtingen te berijden en gaat met een U-bocht naar de achterkant van het station toe waar de ingang van de museumtrein zich bevindt. In deze U-bocht gaat de route onder smallere viaducten door van zowel de spoorlijn naar Rodange als die van de museumlijn. Nadat de CR175 het station is gepasseerd buigt de route geleidelijk af naar het zuiden, naar de plaats Niederkorn, waar de route aansluit op de N31. In Niederkorn maakt de CR175 voor een stuk gebruik van de N31 en gaat aan de zuidkant van Niederkorn er weer van af. De weg gaat verder naar het oosten naar Sanem, waarbij het onderweg het treinstation Niederkorn passeert. Hierna gaat de CR175 langs het industrieterrein en heeft het toeritten naar de A13 toe. Na de A13 komt de CR175 Sanem binnen en eindigt het op de kruising met de CR110.
Het overgrote deel van de route gaat door bebouwd gebied heen, tussen Pétange en Niederkorn gaat de route kortstondig tussen de open velden door.

## Plaatsen langs de CR175
- Pétange
- Niederkorn
- Sanem

## CR175a
De CR175a is een verbindingsweg in Sanem en Niederkorn. De route met een lengte van ongeveer 1,7 kilometer verbindt de CR175 bij Sanem met de N31 aan de noordoostkant van Niederkorn via het industrieterrein. Onderweg passeert de route met een overweg de goederenspoorlijn van ArcelorMittal.
CR101 ·
CR102 ·
CR103 ·
CR104 ·
CR105 ·
CR106 ·
CR107 ·
CR108 ·
CR109 ·
CR110 ·
CR111 ·
CR112 ·
CR113 ·
CR114 ·
CR115 ·
CR116 ·
CR117 ·
CR118 ·
CR119 ·
CR120 ·
CR121 ·
CR122 ·
CR123 ·
CR124 ·
CR125 ·
CR126 ·
CR127 ·
CR128 ·
CR129 ·
CR130 ·
CR131 ·
CR132 ·
CR133 ·
CR134 ·
CR135 ·
CR136 ·
CR137 ·
CR138 ·
CR139 ·
CR140 ·
CR141 ·
CR142 ·
CR143 ·
CR144 ·
CR145 ·
CR146 ·
CR147 ·
CR148 ·
CR149 ·
CR150 ·
CR151 ·
CR152 ·
CR153 ·
CR154 ·
CR155 ·
CR156 ·
CR157 ·
CR158 ·
CR159 ·
CR160 ·
CR161 ·
CR162 ·
CR163 ·
CR164 ·
CR165 ·
CR166 ·
CR167 ·
CR168 ·
CR169 ·
CR170 ·
CR171 ·
CR172 ·
CR173 ·
CR174 ·
CR175 ·
CR176 ·
CR177 ·
CR178 ·
CR179 ·
CR180 ·
CR181 ·
CR182 ·
CR183 ·
CR184 ·
CR185 ·
CR186 ·
CR187 ·
CR188 ·
CR189 ·
CR190
CR200 ·
CR201 ·
CR202 ·
CR203 ·
CR204 ·
CR205 ·
CR206 ·
CR207 ·
CR208 ·
CR210 ·
CR211 ·
CR212 ·
CR213 ·
CR215 ·
CR216 ·
CR217 ·
CR218 ·
CR219 ·
CR220 ·
CR221 ·
CR222 ·
CR223 ·
CR224 ·
CR225 ·
CR226 ·
CR227 ·
CR228 ·
CR229 ·
CR230 ·
CR231 ·
CR232 ·
CR233 ·
CR234
CR301 ·
CR302 ·
CR303 ·
CR304 ·
CR305 ·
CR306 ·
CR307 ·
CR308 ·
CR309 ·
CR310 ·
CR311 ·
CR312 ·
CR313 ·
CR314 ·
CR315 ·
CR316 ·
CR317 ·
CR318 ·
CR319 ·
CR320 ·
CR321 ·
CR322 ·
CR323 ·
CR324 ·
CR325 ·
CR326 ·
CR327 ·
CR328 ·
CR329 ·
CR330 ·
CR331 ·
CR332 ·
CR333 ·
CR334 ·
CR335 ·
CR336 ·
CR337 ·
CR338 ·
CR339 ·
CR340 ·
CR341 ·
CR342 ·
CR343 ·
CR344 ·
CR345 ·
CR346 ·
CR347 ·
CR348 ·
CR349 ·
CR350 ·
CR351 ·
CR352 ·
CR353 ·
CR354 ·
CR355 ·
CR356 ·
CR357 ·
CR358 ·
CR359 ·
CR360 ·
CR361 ·
CR362 ·
CR364 ·
CR365 ·
CR366 ·
CR367 ·
CR368 ·
CR369 ·
CR370 ·
CR371 ·
CR372 ·
CR373 ·
CR374 ·
CR375 ·
CR376 ·
CR377 ·
CR378 ·
CR379
Routes die cursief vermeld staan, zijn voormalige routes.